# Росон (департамент, Чубут)
Департамент Росон  (исп. Departamento de Rawson) — департамент в Аргентине в составе провинции Чубут.
Территория — 3922 км². Население — 131313 человек. Плотность населения — 33,50 чел./км².
Административный центр — Росон.

## География
Департамент расположен на востоке провинции Чубут.
Департамент граничит:
- на севере — с департаментом Вьедма
- на востоке — с Атлантическим океаном
- на юге — с департаментом Флорентино-Амегино
- на западе — с департаментом Гайман

## Административное деление
Департамент включает 2 муниципалитета:
- Росон
- Трелью

## Важнейшие населенные пункты[3]
| № | Населённый пункт | Населённый пункт (исп.) | Категория | Население чел. (2010) | На карте                        |
| - | ---------------- | ----------------------- | --------- | --------------------- | ------------------------------- |
| 1 | Трелью           | Trelew                  | город     | 97915                 | 43°15′13″ ю. ш. 65°18′35″ з. д. |
| 2 | Росон            | Rawson                  | город     | 24616                 | 43°17′56″ ю. ш. 65°06′05″ з. д. |
| 3 | Плая-Уньон       | Playa Unión             | город     | 6775                  | 43°19′07″ ю. ш. 65°02′53″ з. д. |
| 4 | Плая-Маганья     | Playa Magagna           | поселок   | 76                    | 43°22′54″ ю. ш. 65°02′44″ з. д. |